# Inugami no Mitasuki
 (septembre 2024).
La mise en forme du texte ne suit pas les recommandations de Wikipédia : il faut le « wikifier ».
Les points d'amélioration suivants sont les cas les plus fréquents. Le détail des points à revoir est peut-être précisé sur la page de discussion.
- Les titres sont pré-formatés par le logiciel. Ils ne sont ni en capitales, ni en gras.
- Le texte ne doit pas être écrit en capitales (les noms de famille non plus), ni en gras, ni en italique, ni en « petit »…
- Le gras n'est utilisé que pour surligner le titre de l'article dans l'introduction, une seule fois.
- L'italique est rarement utilisé : mots en langue étrangère, titres d'œuvres, noms de bateaux, etc.
- Les citations ne sont pas en italique mais en corps de texte normal. Elles sont entourées par des guillemets français : « et ».
- Les listes à puces sont à éviter, des paragraphes rédigés étant largement préférés. Les tableaux sont à réserver à la présentation de données structurées (résultats, etc.).
- Les appels de note de bas de page (petits chiffres en exposant, introduits par l'outil «  Source ») sont à placer entre la fin de phrase et le point final[comme ça].
- Les liens internes (vers d'autres articles de Wikipédia) sont à choisir avec parcimonie. Créez des liens vers des articles approfondissant le sujet. Les termes génériques sans rapport avec le sujet sont à éviter, ainsi que les répétitions de liens vers un même terme.
- Les liens externes sont à placer uniquement dans une section « Liens externes », à la fin de l'article. Ces liens sont à choisir avec parcimonie suivant les règles définies. Si un lien sert de source à l'article, son insertion dans le texte est à faire par les notes de bas de page.
- La présentation des références doit suivre les conventions bibliographiques. Il est recommandé d'utiliser les modèles {{Ouvrage}}, {{Chapitre}}, {{Article}}, {{Lien web}} et/ou {{Bibliographie}}. Le mode d'édition visuel peut mettre en forme automatiquement les références.
- Insérer une infobox (cadre d'informations à droite) n'est pas obligatoire pour parachever la mise en page.

Pour une aide détaillée, merci de consulter Aide:Wikification.
Si vous pensez que ces points ont été résolus, vous pouvez retirer ce bandeau et améliorer la mise en forme d'un autre article.
 (juillet 2025).
Si vous disposez d'ouvrages ou d'articles de référence ou si vous connaissez des sites web de qualité traitant du thème abordé ici, merci de compléter l'article en donnant les références utiles à sa vérifiabilité et en les liant à la section « Notes et références ».
Inugami no Mitasuki (犬上 御田鍬, année de naissance et de décès inconnues) est un personnage militaire et diplomate de la Période d'Asuka au Japon. Il est aussi appelé Mitakuwano no Kimi. Il fut l'un des derniers ambassadeurs envoyés à la dynastie Sui et le premier ambassadeur à la dynastie Tang.

## Origines
Le clan Inugami (Inugami no Kimi) est considéré comme un descendant du prince Yamato Takeru, via son fils Inayori no Miko. Le nom du clan provient de la région d'Inugami, située dans l'actuelle Préfecture de Shiga.

## Carrière
En 614, sous l'ordre de l'Impératrice Suiko, Inugami no Mitasuki fut envoyé avec Yatabe no Miyatsuko en tant qu'ambassadeur lors de la dernière Mission vers la dynastie Sui. Ils retournèrent au Japon en 615, accompagnés par une délégation de Baekje.
En 630, il fut envoyé en tant que premier ambassadeur à la Dynastie Tang avec le moine Yakushi E'nichi. En 631, l'empereur Taizong de la dynastie Tang le reçut et, impressionné par la longueur du voyage, mit fin aux visites annuelles. En 632, il retourna au Japon avec Gao Biaoren, un envoyé de la dynastie Tang.